# Miralcamp
Miralcamp là một đô thị trong tỉnh Lleida, cộng đồng tự trị Cataluña Tây Ban Nha. Đô thị Miralcamp có diện tích là 14,8 ki-lô-mét vuông, dân số năm 2009 là 1424 người với mật độ 96,22 người/km². Đô thị Miralcamp có cự ly km so với tỉnh lỵ Lleida.